# Michael Kukrle
Michael Kukrle (ur. 17 listopada 1994 w Šternberku) – czeski kolarz szosowy. Olimpijczyk (2020).

## Osiągnięcia
Opracowano na podstawie:

2015
- 1. miejsce w klasyfikacji górskiej Karpackiego Wyścigu Kurierów

2016
- 3. miejsce w Visegrad 4 Bicycle Race Grand Prix Czech Republic
- 2. miejsce w mistrzostwach Czech U23 (jazda indywidualna na czas)
- 3. miejsce w mistrzostwach Czech U23 (start wspólny)

2017
- 1. miejsce na 1. etapie Czech Cycling Tour (jazda drużynowa na czas)

2018
- 2. miejsce w Gemenc Grand Prix
  - 1. miejsce w prologu
- 3. miejsce w mistrzostwach Czech (jazda indywidualna na czas)
- 1. miejsce na 3. etapie Czech Cycling Tour
- 2. miejsce w Croatia-Slovenia
- 1. miejsce w Okolo Jižních Čech

2019
- 3. miejsce w Czech Cycling Tour

2020
- 1. miejsce w Dookoła Mazowsza
  - 1. miejsce na 3. etapie

2021
- 1. miejsce w mistrzostwach Czech (start wspólny)
- 3. miejsce w Visegrad 4 Bicycle Race Grand Prix Slovakia
- 1. miejsce w Memoriale Henryka Łasaka

2022
- 1. miejsce na 2. etapie Circuit des Ardennes
- 1. miejsce w Tour du Loir-et-Cher
- 1. miejsce w Tour du Pays de Montbéliard
  - 1. miejsce na 1. etapie
- 3. miejsce w Memoriale Jana Magiery

## Rankingi
| Rok             | 2016  | 2017  | 2018 | 2019 | 2020 | 2021 | 2022 | 2023 |
| --------------- | ----- | ----- | ---- | ---- | ---- | ---- | ---- | ---- |
| World Ranking   | 1480. | 1361. | 445. | 641. | 312. | 302. | 362. | 578. |
| UCI Europe Tour | 993.  | 886.  | 266. | 477. | 258. | 255. | 291. | -    |
|                 |       |       |      |      |      |      |      |      |
| Źródło: UCI     |       |       |      |      |      |      |      |      |